# جنگ استقلال آنگولا
جنگ استقلال آنگولا (انگلیسی: Angolan War of Independence) به‌عنوان قیام علیه کشت اجباری پنبه آغاز شد و به مبارزه چند حزبی برای کنترل آنگولای پرتغال، یکی از مستعمرات سابق کشور پرتغال در بین سه جنبش ملی‌گرایانه و یک جنبش جدایی‌طلب تبدیل شد.
این جنگ همچنین به بخشی از جنگ‌های برون مرزی پرتغال نیز اطلاق می‌شود که طی آن جنگ استقلال گینه بیسائو و موزامبیک نیز روی داده‌است.
جنگ استقلال آنگولا جنگی چریکی بود که در مناطق وسیع و کم جمعیت آنگولا میان گروه‌های مسلح و نیروهای پرتغالی روی داد. در این جنگ نیروهای درگیر مرتکب جنایاتی نیز شدند. در آنگولا، پس از این‌که پرتغال جنگ را متوقف کرد، در میان جنبش‌های ملی گرایانه، درگیری‌های مسلحانه رخ داد. این جنگ رسماً در ژانویه ۱۹۷۵، زمانی که دولت پرتغال، اتحاد ملی برای استقلال کل آنگولا (UNITA)، جنبش آزادیبخش آنگولا (MPLA) و جبهه آزادیبخش ملی آنگولا (FNLA) توافقنامه Alvor را امضا کردند، به پایان رسید.